# Ivan Kern
Ivan Kern, slovenski admiral, vojaški pilot, politik, inženir radiotelegrafije in prevajalec, * 3. oktober 1898, Žužemberk, † 26. junij 1991, Ljubljana.

## Življenjepis
Leta 1918 je vstopil v jugoslovansko mornarico, do 1922 služil v pomorskem letalstvu, v Parizu je 1923 postal inženir radiotelegrafije in tam 1937 na Visoki šoli za pomorsko vojskovanje diplomiral za generalštabnega oficirja. Pred izbruhom 2. svetovne vojne je nosil čin kapitana bojne ladje in je poveljeval divizijonu torpednih ladij in predaval na pomorski vojaški akademiji v Dubrovniku. Ob napadu na Kraljevino Jugoslavijo, natančneje 16. aprila 1941, je kapitan Kern s torpednima ladjama Durmitor in Kajmakčalan zbežal iz Boke Kotorske v Egipt ter se v Aleksandriji priključil zaveznikom. 
Pri oblikovanju vlade v izgnanstvu je Ivan Kern zasedel mesto vodje oddelka za mornarico na ministrstvu za promet Jugoslovanske vlade v Londonu (v njej je bil kratek čas tudi minister za promet in gozdarstvo) in na tem mestu ostal vse do pogovorov o prehodu Jugoslovanske kraljeve vojne mornarice v emigraciji na stran partizanov avgusta 1943. JKVM naj bi takrat štela le omenjeni torpedni ladji, nedelujočo podmornico Nebojša, korveto Nada in osem torpednih čolnov. Pogovori so potekali na otoku Visu, kjer so se zaradi obstrukcije Britancev zaključili neuspešno. Prizadeval si je tudi, da bi pod zastavo partizanskih sil prešle jugoslovanske trgovske ladje, ki so se nahajale na strani zaveznikov. V zaključnih operacijah se je udeležil boja v zalivu Dajla. 
Po ukazu vrhovnega poveljnika Tita je bil leta 1945 povišan v čin generalmajorja in kasneje preimenovan v kontraadmirala JA. Upokojen je bil 22. decembra 1945.